# العلاقات البوتانية النيبالية
العلاقات البوتانية النيبالية هي العلاقات الثنائية التي تجمع بين بوتان ونيبال.

## مقارنة بين البلدين
هذه مقارنة عامة ومرجعية للدولتين:
| وجه المقارنة                                              | بوتان          | نيبال                               |
| --------------------------------------------------------- | -------------- | ----------------------------------- |
| المساحة (كم2)                                             | 38.39 ألف      | 147.18 ألف                          |
| عدد السكان (نسمة)                                         | 807.61 ألف     | 29.40 مليون                         |
| الكثافة السكانية (ن./كم²)                                 | 21.04          | 199.76                              |
| العاصمة                                                   | تيمفو          | كاتماندو                            |
| اللغة الرسمية                                             | لغة دزونكا     | اللغة النيبالية                     |
| العملة                                                    | نغولترم بوتاني | روبية نيبالية                       |
| الناتج المحلي الإجمالي (بليون دولار)                      | 2.51 مليار     | 24.47 مليار                         |
| الناتج المحلي الإجمالي (تعادل القوة الشرائية) بليون دولار | 6.49 مليار     | 70.20 مليار                         |
| الناتج المحلي الإجمالي الاسمي للفرد دولار أمريكي          | 2.66 ألف       | 743                                 |
| الناتج المحلي الإجمالي للفرد دولار أمريكي                 | 7.82 ألف       | 2.37 ألف                            |
| مؤشر التنمية البشرية                                      | 0.605          | 0.548                               |
| رمز المكالمات الدولي                                      | +975           | +977                                |
| رمز الإنترنت                                              | .bt            | .np                                 |
| المنطقة الزمنية                                           | ت ع م+06:00    | ت ع م+05:45، التوقيت الموحد لنيبال ‏ |

## منظمات دولية مشتركة
يشترك البلدان في عضوية مجموعة من المنظمات الدولية، منها:
| علم المنظمة | اسم المنظمة                                                    | تاريخ انضمام بوتان | تاريخ انضمام نيبال |
| ----------- | -------------------------------------------------------------- | ------------------ | ------------------ |
|             | مؤسسة التنمية الدولية                                          | 28 سبتمبر 1981     | 6 مارس 1963        |
|             | مؤسسة التمويل الدولية                                          | 1 ديسمبر 2003      | 7 يناير 1966       |
|             | منظمة حظر الأسلحة الكيميائية                                   | ?                  | ?                  |
|             | الأمم المتحدة                                                  | 21 سبتمبر 1971     | 14 ديسمبر 1955     |
|             | منظمة الشرطة الجنائية الدولية                                  | ?                  | ?                  |
|             | البنك الدولي للإنشاء والتعمير                                  | 28 سبتمبر 1981     | 6 سبتمبر 1961      |
|             | الاتحاد البريدي العالمي                                        | ?                  | ?                  |
|             | وكالة ضمان الاستثمار متعدد الأطراف                             | 21 أكتوبر 2014     | 9 فبراير 1994      |
|             | بنك التنمية الآسيوي                                            | 1982               | 1966               |
|             | مبادرة خليج البنغال للتعاون التقني والاقتصادي المتعدد القطاعات | ?                  | ?                  |
|             | يونسكو                                                         | 13 أبريل 1982      | 1 مايو 1953        |

## وصلات خارجية
- موقع وزارة الخارجية البوتانية
- موقع وزارة الخارجية النيبالية